# Yazılı-Kanyon-Naturpark
Der Yazili Kanyon ist ein Canyon und Naturpark in der Provinz Isparta. Der Park wurde 1989 eingerichtet und umfasst eine Fläche von 546 Hektar. Er liegt im Landkreis Sütcüler, rund 69 km südöstlich von Isparta und 84 km von Eğirdir.
Seinen Namen (yazılı gleich türkisch für geschrieben) erhielt der Canyon deshalb, weil sich auf einem großen Felsen eine antike griechische Schrift befindet, deren Herkunft aber nicht feststellbar ist.
Den Naturpark besuchen jährlich etwa 70 000 Menschen. Ein Besuch ist allerdings nur tageweise möglich, da es keinerlei Übernachtungsmöglichkeiten gibt, die vom Park zur Verfügung gestellt werden.